# Cláudio Brito
Cláudio José Silveira Brito (Porto Alegre, 25 de dezembro de 1948) é um advogado, jornalista e radialista brasileiro, conhecido por ter atuado por mais de 50 anos no Grupo RBS, filiada da Rede Globo no Rio Grande do Sul. Atualmente faz parte do Grupo Sinos, atuando como colunista nos Jornais NH, VS, Diário de Canoas e ABC e também como apresentador e comentarista na Rádio ABC 103.3.
Formou-se em direito em 1978, pela Universidade Federal do Rio Grande do Sul (UFRGS), e atuava de forma licenciada como jornalista desde 1970. Atuou também como promotor de justiça de 1980 a 1998 e como professor universitário, tendo lecionado no curso de Direito da Universidade do Vale do Rio dos Sinos (Unisinos) e da Universidade Luterana do Brasil (Ulbra). 
Apresentou durante mais de 20 anos o programa Bom Dia, Segunda-Feira!, na Rádio Gaúcha. Também foi apresentador do Gaúcha no Carnaval, comandando as transmissões de carnaval de Porto Alegre, Uruguaiana, Cruz Alta, São Paulo e Rio de Janeiro, além de ter comandado a transmissão de mais de 15 apurações de votos, em eleições municipais, regionais e nacionais. No rádio, é conhecido como o "rei do improviso", apelido que se deve ao fato de, na maioria das vezes, Brito comandar seus programas sem roteiro.
Na RBS TV, foi comentarista de assuntos jurídicos e assuntos do cotidiano no programa Bom Dia Rio Grande. Também apresentou o programa Conversas Cruzadas, na extinta TV COM, além de comandar transmissões de apuração de votos e ser responsável pela sabatina de candidatos à prefeitura de Porto Alegre e ao governo do estado do Rio Grande do Sul.
Em seu início de carreira na televisão, ainda na adolescência, foi produtor do programa do Chacrinha. Também teve a oportunidade de produzir um programa de concursos que contava com Silvio Santos como jurado.
Saiu da RBS no dia 7 de agosto de 2019.
Foi apresentado dia 24 de Setembro no Grupo Sinos de Novo Hamburgo. Atualmente é colunista nos Jornais NH, VS, Diário de Canoas e ABC e também como apresentador e comentarista na Rádio ABC 103.3.
Na ABC, faz comentários diários no 103 Primeira Hora com Guilherme Trescastro, apresenta o Ponto e Contraponto e também o NH 10.